# Сафиев, Хайдар Сафиевич
Хайдар Сафиевич Сафиев (5 февраля 1950, Куляб — 20 января 2023, Душанбе) — таджикский учёный, физикохимик, академик АН РТ (2014).

## Биография
Родился 5 февраля 1950 года в Кулябе.
Окончил Киевский политехнический институт по специальности «инженер-химик-технолог» (1972) и его аспирантуру (1977, с защитой диссертации на степень кандидата технических наук).
- 1977—1982 — заведующий кафедрой Кулябского государственного педагогического университета.
- 1982—1987 — заместитель заведующего кафедрой науки, технологии, Высшая и специальная высшая школа Совета Министров Таджикской ССР
- 1987—1998 — зав. лабораторией Института химии им. В. И. Никитина АН Таджикистана.
- 1998—2000 — заместитель начальника отдела алюминия Таджикской алюминиевой компании.
- 2000—2001 — заведующий отделом водных проблем и экологии АН Республики Таджикистан.
- 2001—2005 — ректор Национального университета Таджикистана.
- 2005—2009 — консультант Президента Республики Таджикистан по науке и технологиям.
- с 2009 директор государственного учреждения «Научно-исследовательский институт металлургии» Таджикского государственного унитарного предприятия (ТАЛКО).

Доктор химических наук (1997, тема диссертации «Физико-химические основы комплексной переработки низкокачественного алюминийсодержащего сырья»). Профессор (1999). Член-корреспондент (2000), академик (15.11.2014) АН Таджикистана.
Лауреат Государственной премии РТ имени Абуали ибн Сино в области науки и техники за 2001 год по секции физико-математических, химических, геологических и технических наук.
Соавтор книги «Технология экологического менеджмента отходов производства алюминия из местного минерального сырья».
Умер 20 января 2023 года.

## Семья
Жена, четверо детей.